# القلنسوة الزرقاء (نبات)

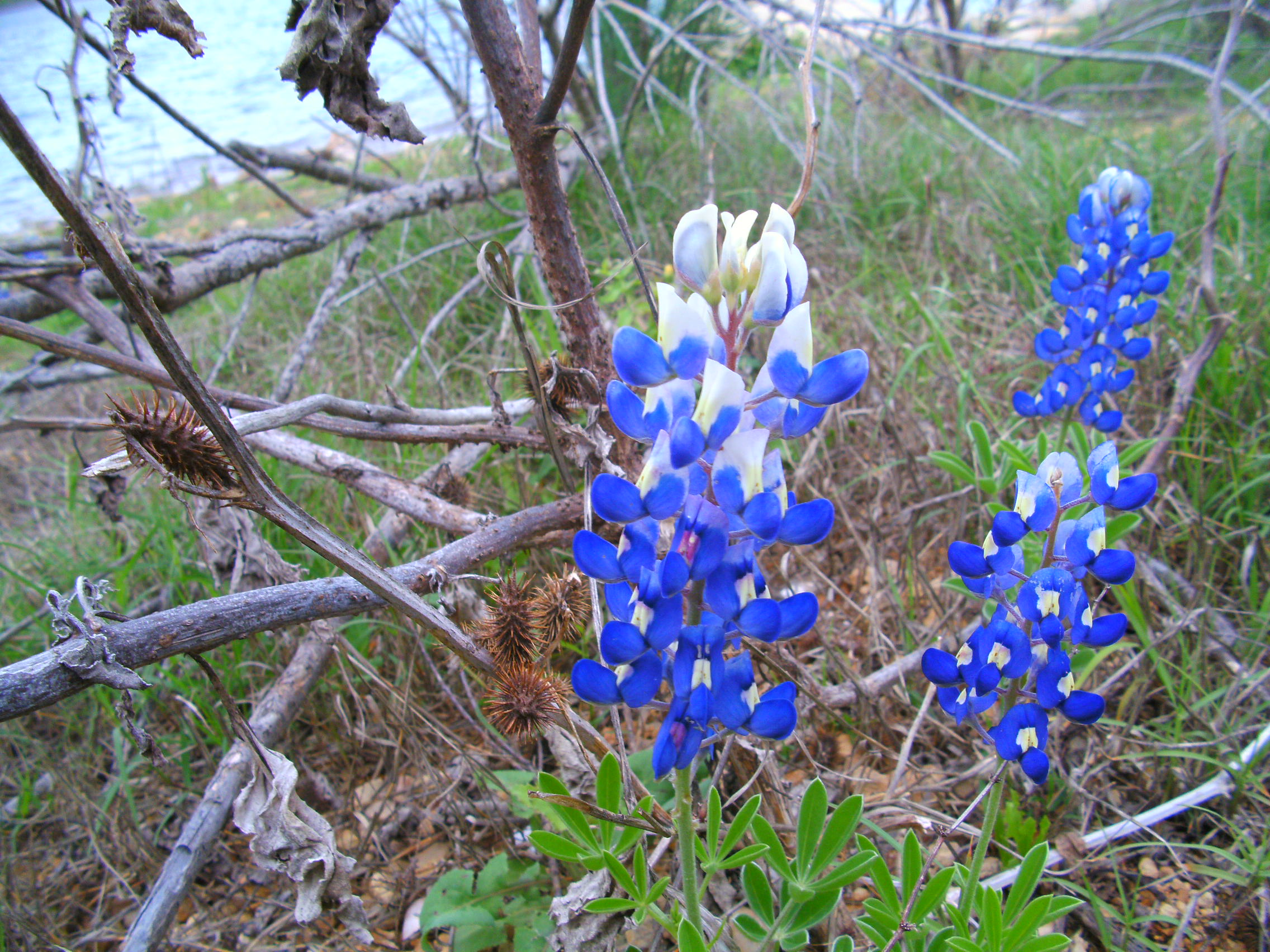
القلنسوة الزرقاء في مستودع اللبلاب، تكساس

القلنسوة الزرقاء (بالإنجليزية: Bluebonnet)‏ هو اسم يطلق على أي عدد من الأنواع من جنس زهرة الترمس وتوجد في الغالب في الجنوب الغربي للولايات المتحدة وتسمى بشكل جماعي باسم زهرة الولاية في تكساس. وتشبه بتلات هذه الزهرة شكل القلنسوة التي ترتديها النساء الرائدات لتحمين أنفسهن من الشمس.
وغالبًا ما تضم الأنواع التي يطلق عليها اسم القلنسوة الزرقاء ما يلي:
- ترمس تكساني (Lupinus texensis) أو القلنسوة الزرقاء التكسانية (Texas Bluebonnet)
- ترمس هافاردي (Lupinus Havardii) أو القلنسوة الزرقاء كبيرة الثنيات (Big Bend Bluebonnet) أو أو القلنسوة الزرقاء الشيسوسية (Chisos Bluebonnet)
- ترمس فضي (Lupinus argenteus)
- ترمس مرتب (Lupinus concinnus) أو ترمس باجادا (Bajada Lupine)
- ترمس لحمي (Lupinus carnasus) أو القلنسوة الزرقاء الرمل (Sandyland Bluebonnet) أو برسيم الجاموس (Buffalo Clover)

وفي 7 مارس 1901، أصبح ترمس برسيم الجاموس (Lupinus subcarnosus) هو نوع القلنسوة الزرقاء الوحيد الملاحظ وجوده في ولاية تكساس"، ومع ذلك فإن الترمس التكساسي (Lupinus texensis) ظهر كأكثر الأنواع المفضلة لدى سكان تكساس لذا، في عام 1971، قام مشرع تكساس بجعل أي نوع يُعثر عليه في تكساس مشابه لـ زهرة الترمس (Lupinus) هو زهرة الولاية".